# Timmy Mayer
Timothy »Timmy« Mayer,  ameriški dirkač Formule 1, * 22. februar 1938, Dalton, Pensilvanija, ZDA, † 28. februar, 1964, Tasmanija, Avstralija.
Timmy Mayer je pokojni ameriški dirkač Formule 1. Debitiral je na domači in predzadnji dirki sezone 1962 za Veliko nagrado ZDA, kjer je z dirkalnikom Cooper T53 odstopil. Leta 1964 se je smrtno ponesrečil na treningu pred manjšo dirko v Tasmaniji.

## Popolni rezultati Formule 1
(legenda) (odebeljene dirke pomenijo najboljši štartni položaj, poševne pa najhitrejši krog, †-uvrščen kljub odstopu)
| Leto | Moštvo             | Šasija     | Motor             | 1   | 2   | 3   | 4   | 5  | 6   | 7   | 8       | 9   | Prv | Toč |
| ---- | ------------------ | ---------- | ----------------- | --- | --- | --- | --- | -- | --- | --- | ------- | --- | --- | --- |
| 1962 | Cooper Car Company | Cooper T53 | Climax Straight-4 | NIZ | MON | BEL | FRA | VB | NEM | ITA | ZDA Ret | JAR | -   | 0   |